# Amfreville-sous-les-Monts
Amfreville-sous-les-Monts és un municipi francès situat al departament de l'Eure i a la regió de Normandia. L'any 2007 tenia 534 habitants.

## Demografia

### Població
El 2007 la població de fet d'Amfreville-sous-les-Monts era de 534 persones. Hi havia 180 famílies, de les quals 40 eren unipersonals (32 homes vivint sols i 8 dones vivint soles), 68 parelles sense fills, 68 parelles amb fills i 4 famílies monoparentals amb fills.
La població ha evolucionat segons el següent gràfic:
Habitants censats

### Habitatges
El 2007 hi havia 220 habitatges, 186 eren l'habitatge principal de la família, 21 eren segones residències i 13 estaven desocupats. Tots els 219 habitatges eren cases. Dels 186 habitatges principals, 157 estaven ocupats pels seus propietaris, 19 estaven llogats i ocupats pels llogaters i 10 estaven cedits a títol gratuït; 8 tenien dues cambres, 27 en tenien tres, 33 en tenien quatre i 118 en tenien cinc o més. 160 habitatges disposaven pel capbaix d'una plaça de pàrquing. A 76 habitatges hi havia un automòbil i a 100 n'hi havia dos o més.

### Piràmide de població
La piràmide de població per edats i sexe el 2009 era:
| Homes | Edats   | Dones |
| ----- | ------- | ----- |
| 0     | 95 o +  | 0     |
| 4     | 90 a 94 | 4     |
| 0     | 85 a 89 | 12    |
| 4     | 80 a 84 | 20    |
| 8     | 75 a 79 | 4     |
| 16    | 70 a 74 | 8     |
| 12    | 65 a 69 | 16    |
| 8     | 60 a 64 | 12    |
| 8     | 55 a 59 | 12    |
| 20    | 50 a 54 | 16    |
| 28    | 45 a 49 | 32    |
| 20    | 40 a 44 | 12    |
| 20    | 35 a 39 | 20    |
| 12    | 30 a 34 | 8     |
| 4     | 25 a 29 | 12    |
| 16    | 20 a 24 | 4     |
| 24    | 15 a 19 | 4     |
| 16    | 10 a 14 | 4     |
| 12    | 5 a 9   | 20    |
| 8     | 0 a 4   | 8     |

## Economia
El 2007 la població en edat de treballar era de 333 persones, 267 eren actives i 66 eren inactives. De les 267 persones actives 246 estaven ocupades (138 homes i 108 dones) i 21 estaven aturades (8 homes i 13 dones). De les 66 persones inactives 29 estaven jubilades, 18 estaven estudiant i 19 estaven classificades com a «altres inactius».

### Ingressos
El 2009 a Amfreville-sous-les-Monts hi havia 190 unitats fiscals que integraven 504 persones, la mediana anual d'ingressos fiscals per persona era de 20.426,5 €.

### Activitats econòmiques
Dels 16 establiments que hi havia el 2007, 1 era d'una empresa alimentària, 1 d'una empresa de fabricació d'altres productes industrials, 2 d'empreses de construcció, 6 d'empreses de comerç i reparació d'automòbils, 1 d'una empresa d'hostatgeria i restauració, 1 d'una empresa immobiliària i 4 d'empreses de serveis.
Dels 4 establiments de servei als particulars que hi havia el 2009, 1 era un taller de reparació d'automòbils i de material agrícola, 1 lampisteria, 1 veterinari i 1 restaurant.
L'únic establiment comercial que hi havia el 2009 era una botiga de material esportiu.
L'any 2000 a Amfreville-sous-les-Monts hi havia 8 explotacions agrícoles que ocupaven un total de 324 hectàrees.

## Equipaments sanitaris i escolars
El 2009 hi havia una escola maternal integrada dins d'un grup escolar amb les comunes properes formant una escola dispersa.

## Poblacions més properes
El següent diagrama mostra les poblacions més properes.